# OECD Riktlinjer för säkerhet i informationssystemen
OECD Riktlinjer för säkerhet i informationssystemen, eller (engelska) OECD Guidelines for the Security of Information Systems är ett dokument utarbetat av OECD år 1992 som definierar basen för IT-säkerhetsfilosofier. Riktlinjerna listar följande principer:
- Accountability / ansvar av ägare, leverantörer och användare
- Awareness / medvetenhet
- Ethics / etik - säkerhetssystem skall tillhandahållas och användas på ett sätt att andras rättigheter tillvaratas
- Multidisciplinarity / säkerhet spänner över flera discipliner
- Proportionality / åtgärder, kostnader bör stå i proportion till värdet på det man skyddar och risknivån
- Integration / åtgärderna och organisation för att säkra ett system bör koordineras
- Timeliness / involverade publika och privata ansvariga skall skyndsamt och koordinerat åtgärda säkerhetsbrister
- Reassessment / säkerheten i IT-system skall revjuas reguljärt
- Democracy / säkerhet i IT-system skall vara överensstämmande med reglerna i ett demokratiskt samhälle